# Louis Honoré Goubet
Louis Honoré Bernard Goubet est un homme politique français né en 1744 à Flers (Somme) et décédé le 4 avril 1810 au même lieu.
Cultivateur à Flers, maire de la commune, il est élu député de la Somme à l'Assemblée Législative. Il siège dans la majorité. 
Il est ensuite conseiller d'arrondissement.

## Sources
- « Louis Honoré Goubet », dans Adolphe Robert et Gaston Cougny, Dictionnaire des parlementaires français, Edgar Bourloton, 1889-1891 [détail de l’édition]